# Венко Андоновски
Венко Андоновски (Куманово, 30. мај 1964) је македонски романсијер, драмски писац, песник, есејиста, критичар и књижевни теоретичар.

## Биографија
Рођен је 30. маја 1964. године у Куманову. Студираје и  докторирао на Филолошком факултету у Скопљу. Тренутно (август 2007. године) је редовни професор на факултету „Блаже Конески" у Скопљу и члан македонског ПЕН центра. Дела су му преведаена на више европских језика.
У књижевности се јавио као песник, са збирком Нежно срце варвара (Nežnoto srce na varvarot) 1986. године.
Андоновски се бави и превођењем. Преводи савремене хрватске драмске ауторе на македонски (Миру Гаврана, Мату Матишића, Ладу Каштелан). Приредио је и превео с хрватског на македонски избор из поезије Славка Михалића (Врт црних јабука - Gradina na crnite jabolka, 1999).

## Награде
Добитник је награда:
- "Рацинова награда",
- Награда "Утринског весника" за роман године,
- Награда "Стале Попов" и
- Награда "Балканика" за најбољу балканску књигу године.

## Познатија дела

### Поезија
- Њежно срце варвара (Nežnoto srce na varvarot) (1986)

### Приче
- Кварт лиричара (Kvartot na liričarite) (1989)
- Фреске и гротеске (Freski i groteski) (1993)

### Романи
- Азбука за непослушне (Azbuka za neposlušnite) (1994)
- Пупак света (Papokot na svetot) (2000)
- Вештица (Veštica) (2006)
- Кћи математичара (Ќерката на математичарот) (2013)

### Драме
- Адска машина (Adska mašina) (1993)
- Буна у дому стараца (Bunt vo domot za starci) (1994)
- Словенски ковчег (Slovenskiot kovčeg) (1998)
- Кандид у земљи чудеса (Kandid vo zemjata na čudata) (2000)
- Црне луткице (Crni kuklički) (2001)
- Kinegonda vo Karlalend (2006)
- Granica (2008)
- Олово на јастуку (Olovo na pernica) (2010)
- Svetica na temninata (2010)
- Генетика паса (Господа ГлембајевСКИ) Генетика на кучињата (2011)
- За свакога има по једна (За секого има по една) (2014)
- Господар кукавица
- Грађанин Јов

### Стручне књиге
Андоновски је аутор следећих стручних књига:
- Матошева звона (Matoševite zvona) (критика, 1997)
- Структура македонског романа (Struktura na makedonskiot realističen roman) (критика, 1997)
- Текстовни процеси (Tekstovni procesi) (критика, 1997)
- Дешифрирања (Dešifriranja) (критика, 2000)
- Ускрснуће читатеља (есеји из филологије и културологије)
- Зеница Македоније (монографија о македонској култури)
- Обдукција теорије: жива семиотика (студија)
- Обдукција теорије:наратологија (студија)
- Достојевски и Мекдоналдс (културолошки есеји, 2019)